# STS-43
إس تي إس-43 (بالإنجليزية: STS-43)‏ الرحلة الثانية والأربعون ضمن برنامج مكوك الفضاء لوكالة ناسا، والرحلة التاسعة على متن مكوك الفضاء أتلانتس، انطلقت الرحلة في 2 أغسطس 1991 من مركز كينيدي للفضاء ، وهبطت بتاريخ 11 أغسطس في مركز كينيدي للفضاء أيضاً، بعد تسعة أيام مكثتها الرحلة في الفضاء، الهدف من الرحلة تتبع وتتابع بيانات الأقمار الصناعية واختبار نظام التبريد على متن المكوك، بالإضافة إلى إجرآء عدة تجارب في مجال الطب، بلغ عدد الرواد المشاركين في الرحلة خمسة رواد.